# Іщенко Ростислав Володимирович
Ростислав Володимирович Іщенко (29 грудня 1965 , Київ ) — російський політолог, пропагандист, журналіст українського походження. Оглядач російського пропагандистського телеканалу Russia Today та Украина.ру. Колишній радник підсанкційного міністра освіти й науки України часів Януковича Дмитра Табачника.
Вважає за потрібне винищення українців та України.

## Життєпис
Після школи відслужив строкову службу рядовим Радянської армії в ракетних військах в БРСР.
З відзнакою закінчив історичний факультет Київського державного університету імені Тараса Шевченка. Від вересня 1992 р. до жовтня 1994 р. працював у Міністерстві закордонних справ України. Аташе, третій секретар (березень 1993 р.) відділу (з 1993 р. — управління) політичного аналізу та планування; другий секретар (травень 1994) управління ОБСЄ і Ради Європи.
Дипломатичні стажування: травень-серпень 1993 р. — університет Лідса (Велика Британія); лютий-квітень 1994 р. — посольства України в Бельгії, Нідерландах, Люксембурзі (Брюссель, Бельгія).
Від жовтня 1994 р. до квітня 1998 р. працював в Адміністрації Президента України. Старший, головний (грудень 1994 р.) консультант Управління зовнішньої політики. Член державних делегацій України на переговорах з ОБСЄ (Відень, Австрія), а також під час візитів Президента України до Грузії, Італії, Греції та Фінляндії. Від квітня 1998 р. до грудня 2003 р. — консультант з питань зовнішньої політики та зв'язків з пресою благодійного фонду «Співдружність».
Від червня 2000 р. до березня 2002 р. (час видання) — редактор відділу політики газети «Новий вік» (за сумісництвом). З серпня 2003 р. р. до червня 2009 р. р. — віце-президент «Центру досліджень корпоративних відносин».
Від серпня 2003 р. до жовтня 2006 р. — віце-президент «Центру досліджень корпоративних відносин».
Від жовтня 2006 р. до грудня 2007 р. — радник віце-прем'єр-міністра України Дмитра Табачника.
Від січня 2008 р. до березня 2010 р. — помічник-консультант народного депутата України Дмитра Табачника. Від січня 2009 р. — президент «Центру системного аналізу та прогнозування». Від травня 2010 р. — радник міністра освіти і науки, молоді та спорту України.
Отримав дипломатичний ранг — перший секретар першого класу, п'ятий ранг державного службовця.
Після втечі Януковича, 1 березня 2014 р. виїхав до Росії, прийняв громадянство Росії. Від 2014 р. — колумніст «РИА Новости». Виступає в Росії проти української державності, заперечує існування української мови, існування історії України (тільки в складі Російської імперії, СРСР тощо); обговорював плани зазіхання на територіальну цілісність України; отруєння причетних до надання Томосу Українському Православію на користь рішення глобальних проблем Росії і т. ін..
Був віце-президентом «Центру досліджень корпоративних відносин», склав повноваження віце-президента організації 02.10.2006 р. (Наказ № 4-К від 02.10.2006 р., Протокол № 1/16 Загальних зборів членів ГО «Центр досліджень корпоративних відносин»). Президент «Центру системного аналізу і прогнозування».
Регулярно бере участь у різних форумах й конференціях, пише статті та аналізи для різних інтернет-видань.
Від 2015 р. — регулярний гість ефірів ВДТРК (радіо «Вести ФМ»), постійний гість передачі Дмитра Куликова «Формула Сенсу» (рос. Формула Смысла), а також почав вести авторську передачу «Київський тупик» разом з українським журналістом Володимиром Синельниковим. У цих ефірах в основному висвітлює проблематику сучасної України, її зовнішніх і внутрішніх політичних проблем. Також постійно з'являється в ефірах в інших політологів і ведучих, таких як Євген Сатановський, Армен Гаспарян, Володимир Соловйов тощо.
Автор численних аналітичних матеріалів, учасник телевізійних дебатів.

## Санкції
Ростислав Іщенко активно підтримує війну проти України та розширення території Росії на каналі Telegram Colonelcassad та LiveJournal, він є підсанкційною особою.
15 січня 2023 року доданий до санкційного списку України.

## Розслідування
10 січня 2025 року ДБР скерувало до суду справу щодо Іщенка у державній зраді.

## Особисте життя
Має дружину та сина, живе в Москві.

## Публікації
- Ищенко Ростислав, Крах Украины. Демонтаж недо-государства, 2015. — 256 с. — ISBN 978-5-9955-0770-3 (серия «Информационная война»);  (книга заборонена в Україні)
- Ищенко Ростислав, Украина в глобальной политике [Архівовано 13 жовтня 2018 у Wayback Machine.], 2015. — 256 с. — ISBN 978-5-699-78940-5 (серия «Русский путь»).  (книга заборонена в Україні)
- Ищенко Ростислав, Галиция против Новороссии: будущее русского мира. — Москва: Алгоритм, 2016. — 302 с.  (книга заборонена в Україні)